# 137052 Tjelvar
137052 Tjelvar è un asteroide near-Earth della famiglia Apollo. Scoperto nel 1998, presenta un'orbita caratterizzata da un semiasse maggiore pari a 1,2479588 au e da un'eccentricità di 0,8096183, inclinata di 14,91432° rispetto all'eclittica.